# Waterkrachtcentrale Oest-Chantajskaja
De waterkrachtcentrale Oest-Chantajskaja (Russisch: Усть-Хантайская гидроэлектростанция; Oest-Chantajskaja Gidroelektrostantsieja) is gelegen aan de Chantajkarivier in het noorden van de Russische kraj Krasnojarsk bij het dorp Snezjnogorsk.

## Kerngegevens
De waterkrachtcentrale bestaat uit:
- een stenen stuwdam met een lengte van 420 meter en een maximale hoogte van 75 meter
- een 1967-meter lange dam met scherm op de linkeroever, met een maximale hoogte van 12 meter, geschut met gravel-kiezelachtige grond en zandig opvulmateriaal;
- een 2520-meter lange dam op de rechteroever, met een maximale hoogte van 33 meter en met een centraal deel van aaneengesloten grond en de buitenwerkse prisma's van gravel-kiezelachtige grond met zandig opvulmateriaal;
- een kustoverlaat met een traverse (2 overspanningen met een wijdte van 20 meter), toevoer- en afvoerkanalen;
- een waterinlaat;
- drukoverbrengingstunnels (напорные подводящие тоннели);
- een ondergronds waterkrachtcentralegebouw met een lengte van 139 meter.

Het vermogen bedraagt 441 MW en de jaarlijkse productie gemiddeld 2 miljard kWh. In het ondergrondse gebouw staan 7 generatoren met draaibare bladen met elk een vermogen van 63 MW werkend op een berekende druk van 45,8 meter. Het materieel van de waterkrachtcentrale is verouderd en moet worden gemoderniseerd (de vervanging van de huidige generatoren door radiaal-axiale staat gepland). Na de modernisatie moet het vermogen 511 MW gaan bedragen met een jaarlijkse productie van 2,147 miljard kWh. De kosten voorde modernisering bedragen 97 miljoen dollar. Het afsluitwerk, waarvan de afsluiting 5,34 kilometer lang is, vormt het Stuwmeer van Chantajka met een oppervlakte van 1561 km² en een maximaal en bruikbaar volume van respectievelijk 24,54 km³ en 13,43 km³. De waterkrachtcentrale is uniek in de zin dat het een van de noordelijkste ter wereld is en onder extreme klimaatomstandigheden werd gebouwd.

## Gebruik
De waterkrachtcentrale wordt gebruikt voor de energievoorziening van Norilsk Nikkel en de industriële regio's van Doedinka en Igarka. Het vormde tot 2007 onderdeel van het bedrijf Tajmyrenergo, een 100% dochter van de vroegere staatsenergiemaatschappij EES Rossii. Norilsk Nikkel kocht in 2007 de aandelen van EES Rossii en sindsdien vormt het onderdeel van haar dochter NTEK (Norilsko-Tajmyrskaja energetitsjeskaja kompania; "energiebedrijf Norilsk-Tajmyr"). Bij de instroom van de rivier de Koeljoembe in de Chantajka is een cascadische waterkrachtcentrale gepland; de cascade-waterkrachtcentrale Koeljoembe.

## Geschiedenis
De centrale werd ontworpen door het instituut Lengidroprojekt. De bouw van de waterkrachtcentrale begon op 17 mei 1963. In oktober 1967 was de Chantajkarivier afgedamd. In maart 1968 werd het eerste beton gestort voor de bouw van de waterkrachtcentrale, waarna in april 1970 begonnen werd met het vullen van het stuwmeer. Op 20 november 1970 werd het eerste aggregaat in werking gesteld en op 21 december 1972 de zevende en laatste. Op 25 september 1975 werd de waterkrachtcentrale in werking gesteld.